# Князев, Филипп Кириллович
Фили́пп Кири́ллович Кня́зев (14 июля 1916, Соловое, Рязанская губерния — 27 июня 1994, Курган) — советский государственный и партийный деятель, первый секретарь Курганского областного комитета КПСС (1966—1985), председатель Исполнительного комитета Курганского областного Совета депутатов трудящихся (1959—1966). Участник Великой Отечественной войны, полковник.

## Биография
Филипп Князев родился 14 июля 1916 года в крестьянской семье в селе Соловом Солнцевской волости Раненбургского уезда Рязанской губернии, ныне село — административный центр Соловского сельсовета Чаплыгинского района Липецкой области.
В 1929 году окончил сельскую школу и поехал продолжать учёбу в Москву. Проучившись два года, из-за отсутствия средств вернулся в свой район.
В 1931—1934 годах учился в Раненбургском педагогическом техникуме.
В 1934—1939 годах работал учителем русского языка и литературы в неполной средней школе деревни Чернышевка Первомайского района Тамбовской области. Затем работал преподавателем литературы и завучем Первомайской средней школы, инспектором школ отдела народного образования Первомайского райисполкома, секретарём Первомайского райкома ВЛКСМ Тамбовской области.
В 1935—1939 годах учился на заочном отделении Воронежского педагогического института,
В 1940 году вступил в ВКП(б), в 1952 году партия переименована в КПСС.
В июле 1941 года был призван в Рабоче-крестьянскую Красную Армию и направлен на Северный фронт (с 23 августа 1941 года — Ленинградский фронт) в качестве политрука 3-й стрелковой роты 1-го батальона 859-го стрелкового полка 294-й стрелковой дивизии. 12 октября 1941 года был тяжело ранен и до февраля 1942 года находился в Челябинском эвакогоспитале № 1724. 16 января 1942 года политрук Ф.К. Князев демобилизован из армии по состоянию здоровья, впоследствии — полковник.
В 1942—1944 годах — секретарь Тамбовского областного комитета ВЛКСМ.
В 1944—1946 годах — первый секретарь Ракшинского районного комитета КПСС Тамбовской области.
В 1948—1951 годах — первый секретарь Дегтянского районного комитета КПСС Тамбовской области.
В 1946—1948 годах — учился в Куйбышевской межобластной партийной школе в городе Куйбышеве.
В 1952 году, после окончания курсов переподготовки секретарей горкомов и райкомов ВКП(б) при Высшей партийной школе при ЦК ВКП(б) в Москве, направлен в Курганскую область, где он занял должность первого секретаря Катайского районного комитета ВКП(б).
С декабря 1955 г. — секретарь Курганского обкома КПСС по вопросам развития сельского хозяйства.
В 1959—1966 гг. — председатель Исполнительного комитета Курганского областного Совета депутатов трудящихся.
В 1964 году окончил заочное отделение Шадринского сельскохозяйственного техникума по специальности «Зоотехник».
14 апреля 1966 года избран первым секретарём Курганского обкома КПСС и проработал в этой должности до 25 июня 1985 года.
С июня 1985 года на пенсии.
Участвовал в работе пяти съездов КПСС (с XXII по XXVI):
- На XXIII и XXIV съездах избирался кандидатом в члены ЦК КПСС.
- На XXV и XXVI съездах — членом ЦК КПСС (5 марта 1976 года — 25 февраля 1986 года).
- Избирался депутатом Верховного Совета РСФСР VI созыва (1963 г.) по Куртамышскому округу.
- Избирался депутатом Совета Союза Верховного Совета СССР VII—XI созывов от Курганской области.
- Неоднократно избирался депутатом и членом исполнительного комитета Курганского областного и Курганского городского Советов депутатов трудящихся.

Филипп Кириллович Князев скончался 27 июня 1994 года в городе Кургане. Похоронен на Новом Рябковском кладбище города Кургана Курганской области, на центральной аллее кладбища.

## Награды и звания
- Орден Ленина, трижды: 1971 год, 1972 год, 1976 год
- Орден Отечественной войны I-й степени, 6 апреля 1985 годаref>Наградной лист в электронном банке документов «Подвиг народа».</ref>)
- Орден Отечественной войны II-й степени, 1945 год
- Орден Трудового Красного Знамени, дважды: 1957 год, 1966 год
- медали, в том числе
  - Медаль «За победу над Германией в Великой Отечественной войне 1941—1945 гг.», 1945 год
  - Медаль «За доблестный труд в Великой Отечественной войне 1941—1945 гг.», 1945 год
  - Медаль «Ветеран труда», 1984 год
  - Медаль «За освоение целинных земель», 1956 год
- звание «Почётный гражданин Курганской области», 8 июня 2004 года, посмертно

## Память
- На доме, где жил Филипп Кириллович Князев, установлена мемориальная доска (г. Курган, ул. Комсомольская, 24 / ул. Советская, 79)[5] — 55°26′11″ с. ш. 65°20′53″ в. д.HGЯO
- Именем Филиппа Кирилловича Князева названа улицы в городе Катайске (в северной части города) и в 1-м микрорайоне Заозерного жилого массива города Кургана.

## Научные труды
- Князев, Ф. К. На нивах Зауралья. — Челябинск: Южн-Уральское кн. изд., 1968. — 92 с. — 3000 экз.[6]
- Князев, Ф. К. Правофланговые десятой пятилетки. — Челябинск: Южн-Уральское кн. изд., 1978. — 96 с. — 3000 экз.[7]

## Семья
- Жена Клавдия Георгиевна (17 августа 1912 — 23 августа 1985)
- Три дочери: Ирина Медведева[8] и др.